# 流石の源石
『流石の源石』（さすがのげんいし）は、1997年10月12日から2010年4月3日まで東海ラジオで放送されたラジオ番組。通称はさすげん。インターネット放送「commuf@radio（ブロードバンド東海ラジオ）」でも、『流石の源石BB』と題して動画配信されていた。

## 概要
メインパーソナリティは番組開始当時入社3年目の源石和輝（東海ラジオアナウンサー）。
番組は生放送で、リスナーからの投稿が中心となる。彼らからの投稿を元に源石がアナウンサーらしからぬ言動で進行していた。この際に、源石は男性からの投稿者をオス、女性をメスと呼ぶ。投稿童貞・処女を喪失して初めてオス・メスと認められる。また、「○○声希望」と書いておくと源石がそのモノマネで読んでくれた。かつてはですます口調で話していたが、第2部が開始された際、それ以前にこの時間帯（土曜 22:00 - 22:30）で放送されていた『小森まなみのPop'n!パジャマ』の後だったため、「お前がPop'n!を終了させたんだろ！」等とリスナーから抗議・苦情が多く殺到。事実無根の疑いをかけられた源石は文面を読むうちに怒りが増し、ですます口調を完全排除した口調で話すようになった（まれに「ですます調」になることもある）。これが通称「バトル口調」と呼ばれるようになり、以後のこの番組の特徴となっている。余談だが、小森とはこの5年後に『さか松ゲン』のゲスト出演や、さすげんでも2009年8月に「流石のベスト3」のゲストとして顔合わせした他、2024年5月18日には、小森が同年3月末で芸能活動を引退（マイクオフ）するにあたって放送されたドキュメンタリー『ハガキとマイク ～小森まなみ 心と心のキャッチボール』の企画制作を源石が中心となって行った（このほか、中川亜紀子も嫌っている）。なお、このバトル口調は相手が犬飼俊久や蟹江篤子（共に元・東海ラジオアナウンサー）のような会社の大先輩・一般人が相手でも関係なしに貫き通している（当然、当番組の中に限っての話である）。
コンセプトは「源石の源石による源石のための番組」。平日昼間の番組『源石和輝 美味時間』（う〜まいタイム）、土曜日9時からの『源石和輝の土曜スタイル!』等の源石とは性格、態度が完全に異なっている。ただ、本人は「どちらとも本来の自分」と言い張る。
この番組は源石がプロデューサー、ディレクター、構成も兼ねるため、彼の独断と偏見と先入観、経験で成り立っている番組とも言える。ただし、スタジオがワンマンDJ仕様ではないので、ジングル出し、エコー等の調整を行うミキサーを1名常駐させている。ミキサーは初代にいのっち（第1部 - 第5部）が務め、いのっちが東京支社へ転勤になったことから第6部から現在まで2代目のティンコとミキサー助手のサモハンチンポー（第7部からは不定期常駐）が務めている。なお、臨時に梅ちゃんと小林少年がミキサーを務めたことがある（ミキサー名は全て通称）。
特に投稿の誤字脱字や具体的に書かれていない時と、ミキサーがタイミングを合わせなかった時やエコーをミスした時など、源石が気に食わないものは厳しく指摘する。
源石の暴走ぶりや態度、ミキサーに対し、バトルリスナー（後述）においてリスナーからの批判を浴びるが、それに対して反省、謝罪どころか「嫌なら聞くな！」など改善する素振りを見せない（場合によっては謝罪している）。局内でもこの番組にはお手上げ状態で、第7部まではスポンサーが付かない状態だった（第8部については後述）。番組からのプレゼントはもちろん源石の自腹である（この他、ホスト源石の貢物を使い回したりもしている。過去にはイノッチの財布からくすねたり「聞いてみやーち賞品代」と領収書に書いて経理に回していたとも語った）。プレゼントは「お宝」と呼ばれ過去にお宝を「景品」と呼んだリスナーがいて激怒した事がある（翌週、懺源石に投稿し、許しを得た。ただし、イノッチのプリクラに関しては景品以下らしい）。また、お宝とは別に改編期が近づくとプレゼントの告知があり応募者の中から抽選でプレゼントが贈られた。なお、このプレゼント告知から2 - 3週間後に番組が打ち切られるケースがあった。
そのためか番組は長続きせず、1か月から3か月程度で終了する。しかし、1か月から3か月後にまた復活し、終了するパターンを何度も繰り返してきた。1999年4月1日の第5部終了後は6年1ヶ月の休止期間に入る。その間、源石はいくつもの番組を担当するも短縮、終了と1年以上長続きしなかった。
そして2005年5月7日に第6部、通算56回目をスタートさせるが、「マンスリー特番」の枠（つまり1か月で番組が変わる方式）のため史上最短の4回で終了することとなった（正式には2005年6月5日午前3時の特別編が最終回）。しかし、この年の5月10日より中部電力運営のcommuf@radioで約15分間のインターネット番組（ラジオ→映像配信）『流石の源石BB』（毎週火曜日更新）を開始したことにより、番組終了後は次の部を開始させるまでの間の活動場所となる（番組放送期間中は、放送終了後の様子を映しているものが中心となる）。特に指定がない限り、カメラはミキサーのティンコが担当し、声も出している。この時のティンコは源石よりも態度が大きい。ちなみに助手のサモハンチンポーはこちらも不定期で出演となり、無言で、紙袋や段ボール箱、バケツなどを顔にかぶせた状態か後ろ向きでの出演が多い。
第7部が2005年10月8日の21:30から放送が再開し、念願のゴールデンタイムに進出。リスナーが急激に増える。この部より、制作部の命令で2005年入社の浅田若菜がアシスタント（となっているが、実際には新人教育の場）として加わった。しかし、ニュース等で浅田がよく噛んだり、字の読み間違いや文章の内容を理解していないことが多く、源石を手こずらせていた（第8部以降は仮アシスタントに降格。ただし、滑舌が悪いため、枯れアシスタントとなっていた）。毎回、源石に指摘を受けるも、次第に番組に溶け込んでいったが、2007年9月30日をもって退職のためアシスタントも降板した。
2006年3月25日をもって第7部は終了。活動の場を再びインターネットに移す。第7部終了後、2006年7月30日に16:00からスペシャルとして東海中学校・高等学校で行われた講演会中継録音で1日だけ復活した。なお、このスペシャルはさすげんの開始以来初めてスポンサーが付いたおまけも付いた放送だった。ちなみに、源石は2006年4月から土曜午前のワイド番組『源石和輝の土曜スタイル!』を担当している。源石・浅田コンビも、2006年5月から『高校ラジオクラブ』の案内役で復活している。
2006年10月7日21:00より、第8部を開始する予定であったが、野球中継によりわずか1分しか話せなかった。そして、正確には2006年10月14日21:00から第8部開始。そしてこの部より、初めて本格的にスポンサーが付くことになり、スポンサー“童貞”を喪失することとなった（スポンサーは愛知工業大学だったが、2007年1月13日をもって契約満了したため、スポンサーから降りた）。
2007年2月24日、この放送をもって放送回数がやっと100回を迎えることができた。同日に東海中学校・高等学校で2度目の講演会を開催し、参加者のうち5名がスタジオに招待された。（さすげんBBにも出演）
2007年11月3日 - 3月22日の第10部は毎週土曜日午後8時30分と過去のさすげんに比べ比較的早い時間帯での放送だったが、放送時間は4分短縮され8時56分までとなっていた。
第1部開始から11年9か月が経った2009年7月25日、第12部第16回で通算200回を達成。妻Rと東放企業社長で元アナウンサーの犬飼俊久をゲストに迎えて、源石の自宅（自称、Gスタ）から放送した。
2009年10月10日からの第13部は深夜3時30分とレギュラー放送としては最も遅い時間から開始となる。
2010年4月3日深夜の放送をもって放送は一時終了。これは同月5日より朝の帯番組『源石和輝 モルゲン!!』（2014年9月26日放送終了）を担当することを考慮したと思われるが、局側からは「番組を継続しても良い」と話はあったものの、「番組の質を向上させるため」と再開を約束し、休止に入ることを宣言した。それから約5年半経った2015年9月30日深夜（正確には10月1日午前）に深夜番組『キカナイデ！』を開始したが、当番組のような雰囲気は全くなく、源石も常に「ですます口調」で話しており、半年後の2016年3月16日深夜（17日午前）の放送を以て終了した。2016年5月10日をもって、第5部終了から第6部開始までの最長休止期間（単純計算で6年1ヶ月6日）を更新した。なお、源石はこの番組について「現在も休止中」としている。その後も源石は2022年10月1日（正式には10月2日）に深夜番組『Music Submarine』を開始しているが、やはり当番組の雰囲気は全くない。
締めの言葉は「寝ろ！」。これは過去の放送が深夜帯であることの名残であり、その他の時間帯でも続いている。かつては「寝てしまえ」「寝さらせ」「寝る」等のバリエーションがあったり、他人の声真似で言っていたこともある。

## 番組名の由来
- 源石がいろいろな役をこなすことから流石となり、流石と源石を掛けている。

## コーナー一覧
以下のコーナーが実施されるか否かは投稿の有無および源石次第である。新たなコーナーを誕生させることもある。
オープニングコント
リスナーがコントの脚本を考え、源石、（&ティンコ）が演じる。源石自身が脚本を作る場合もある。
おつとめ（非投稿系コーナー）
源石、エンディングで今後の予定を紹介。
空想捏造ダイアリー
かつて『DON-TSUKI』で放送されていたコーナーで、第10部にて復活。毎週　テーマは異なっており、テーマに沿った上で、人物やシチュエーションに成りすまして日記を書く。
源石様、指令を下さい。
リスナーが外出する際に、必ずその場で行うことを源石が指定する。第4部1回までは「源石様、もう少しだけ指令をください」。コーナー名の由来は設立された第3部時代、当時フジテレビ系で放送中だったのドラマ『神様、もう少しだけ』で放送終了後の第4部第2回から「もう少しだけ」が取れた。「もう少しだけ」が取れるまでBGMにLUNA SEAの「I for you」が使用されていてイノッチが勝手に選曲した（余談だが選曲に対して「誰がこの曲を使って良いといった!!」「この番組でLUNA SEAは禁止だ!!」と怒り、イノッチへの指令として「神様、もう少しだけ」の視聴禁止を言い渡した。また、第4部第1回でI for youが流れた際も「まだこの曲を使うのか?」と文句を言った。）。これ以降のBGMも全てイノッチによる選曲で頻繁に替わり、そのつど「何だ！この曲は!!」と文句を言っていた。
源石様、達成しました
源石様指令を下さいからの派生コーナー。源石から貰った指令を達成した事を報告する。
源石様、喪失しました。
リスナーが初めて経験したことを紹介する。文面にはオスは○○童貞、メスは○○処女を喪失……と記載する。なお、このコーナーで投稿を読み上げる際、三田村邦彦の「昨日、君は、ヴァージンだった」がBGMとして使われている（第5部以前はイノッチの勝手な選曲によってほぼ毎回変わりそのつど「何だ！この曲は!!」っと文句を言っていた）。
源通株式会社
リスナーが発見した、プロにあるまじきセンスの広告・物件を見かけたら報告する。あるリスナーが『流石のベスト3』に投稿したネタが元で創設された。代表取締役は源通（みなもととおる）。リスナーから「VOWのパクリ」との指摘を受けたが「VOWが源通のパクリ」と反論した。
源流写真塾
リスナーが写した様々な写真について、塾長・サナール源石が論評する。第3部まで「流石の写真塾」（塾長・サナール源石）というコーナーがあったが、「ホスト源石」発足時に統合された。なお、塾長のサナール源石には「アナーキー源石」という弟子がいる。
SASGAC（サスガック）
FMラジオはおろか、AMラジオでも滅多にかからないマニアックな曲を紹介する。
流石のキャスティング
リスナーがアニメ・ドラマの出演者を東海ラジオのアナウンサーやリスナーから選出する。
流石の合格発表・流石の不合格発表
リスナーが入学試験、採用試験、資格試験等に合格または不合格になったら報告する。
流石の作文教室
リスナーが原稿用紙1枚に作文を書いて送る。
流石の毒見役
リスナーがコンビニで売っている食べ物についてレポートする。源石が既婚者となった現在はあまり必要のないコーナー。
流石のトトカルチョ
リスナーが今後起こる様々な事について予想する。
流石の生電話
最終回のみのコーナー。放送100回目の日も行ったリスナーが電話を通じて源石にメッセージを送る。
流石のニュースフラッシュ
リスナーが詳しく説明して欲しい時事問題を、解説員・流石和輝（ながれいしかずてる）が分かり易く解説する。
流石のニュースブラフ
リスナーが作った嘘のニュースを、源石や浅田に本当のニュースの様に読ませる。
流石のプロデューサーK.G.
リスナーから歌詞、曲、ボーカル等を募集してオリジナルソングを作るコーナー。
流石のベスト3
リスナーが気になる物事に対してランク付けしたものを紹介する。ゲスト編もある。投稿する際は、3位、2位、1位の順に書くのがマナー。
流石のマイブーム
個人的にハマっている事柄について報告する。
流石のメスリスナー
メス（女性）リスナーの投稿のみ受け付ける。
流石のレシート占い
買い物をした時にもらうレシートを送り、その内容からレシート占い師・流石和輝2世（流石和輝の息子）に様々なことを占ってもらう。
流石の恋愛相談
リスナーの恋愛に関する悩みを源石が解決する。
さす茶漬け
直接言いにくい事について、回りくどい言い方を考える。タイトルの由来は、「京都ではお客さんにお茶漬け（ぶぶ漬け）を出す事は、お帰りを願うという意味」である事から。
流石のキャスティング
ドラマ・映画・アニメなどの登場人物に、さすげんスタッフ、リスナー、東海ラジオのパーソナリティなどを当てはめる。
流石のツアコン
懺源石
リスナーが、源石始め他の人に謝りたい事を番組を通じて懺悔する。
生協の源石さん
モデルは生協の白石さん。ここだけはですます口調で話す、さすげん大学生協職員の“源石昌則”（源石の従兄弟という設定）となって、リスナーからの疑問に答える。なお、2006年12月30日放送分から番組内で話題になっていた「蟹江のコラ!」を使用していたところ人気があった。その影響からか、それ以降は「蟹江のコラ！」以外に、源石の「バカかお前は！」「バカもーん！」「あーいとぅいまてぇーん！」・浅田の「嫌だこの番組！」・ティンコの「ッセェバーカ！」・森の「小島よしおマネ」宮地の「たわけぇー！」など、それぞれの発言の声があり、使用している。2007年12月22日放送分ではこのコーナーからジングルを送出する装置に不調が出始め、ついに空想捏造ダイアリーのコーナーからは故障した（空想捏造ダイアリーは次週へもちこしとなった）。そのため源石自身がエコーを利用しながらジングルも担当した。
ティンコの格言
リスナーが格言を言わせたい時と場を決め、ミキサーのティンコがそれに対して格言する。格言を述べる部分は源石が代行している（浅田が出演していた頃は浅田がティンコ声で行っていた）。また、実際にティンコがスタジオに入って本人の声で行う「生ティンコの格言」もある。こちらはサモハンチンポーが調整卓に入っている時に行われることが多い。（不在時にも行われる）
バトル源石（非投稿系コーナー）
源石が外に出て通行人に対して古今東西ゲームで勝負する。源石の方が結構強かったりする。かつては「○ん○ん」の○に文字を入れて言葉にするバトル、辞書の「意味」の部分だけ読み、それが意味する言葉を当てるバトルもやっていた。後者は、源石が後にパーソナリティを担当した『DON-TSUKI』の1コーナー「源辞苑（げんじえん）」の元になっていると思われる。
バトルティンコ・バトルサモハン
リスナーがミキサーのティンコ・ミキサー助手のサモハンチンポーに対して文句を言い付けるコーナー。エコーのタイミングがよくずれるところを指摘される。
バトルリスナー
リスナーが源石やリスナーに対して文句を言い付ける（勝負を仕掛ける）。過激すぎる源石の言動を指摘する投稿や、翌週その投稿に対して別のリスナーが指摘する。源石VSリスナー、リスナーVSリスナーの決戦の場となっている。
ホスト源石
自称「東新町No.1ホスト」源石和輝にリスナーがいろいろな物（貢ぎ物）を送る。ただ、ゴミや砂が送りつけられたこともあるらしく、まともな物が送られることは少ない。最近はまともな貢ぎ物しか相手にしない傾向にある。
街角サモ飯店
リスナーが材料を指定して、サモハンチンポーが料理を考える。
街で見かけた変なヤツ（変なオヤジ）
リスナーが街中で遭遇した、変わった人物について報告する。BGMは『ドラゴンクエストI』の「ラダトーム城」が使用された。
よいこのリスナー
リスナーからの普通のお便りを紹介する。源石の言動、態度に寛容的な内容のお便りはこちらに分類される。シリーズとしてよいこのサモハン・よいこのR（源石の妻）などもある。

### 最近は実施されないコーナー・単発コーナー
まさにカスだね！
流石の源石に寄せられる投稿の中で、好ましくない投稿に対し、源石マサカスがダメ出しをする。
君こそスパイだ！
流石の源石の裏番組情報を調査し報告する、主に新シリーズ初回に行われるコーナー。
緊急特集（非投稿系コーナー）
源石が根拠の無い噂をでっち上げ、それについて取材する。
源石和輝の無料添削教室
単発コーナー。ネタが中々採用されないリスナーの投稿に対し、どこをどう直せば採用レベルになるか親切丁寧に教える。しかし、誤字脱字の指摘に終始してしまい、1回のみで終了。
流石の逆恋愛相談
源石がリスナーに恋の悩みを相談し、解決策を募集する。
流石の実況中継（非投稿系コーナー）
源石が街の様子を事細かに実況する。
流石の集会届
リスナー集会の模様を報告する。
流石の通知表
単発コーナー。色々なものを5項目以上5段階で評価する。
流石の年賀状チェック
年始のみのコーナー。源石またはスタッフ宛に年賀状を送る。
流石のファッションチェック（非投稿系コーナー）
街の人々のファッションを源石が論評する（ボロクソにけなす）。
流石の風紀委員（非投稿系コーナー）
源石が街の人々の持ち物をチェックし、人々の心の乱れを指摘する。
流石の風景印
単発コーナー。風景印を捺してもらった葉書を送る。
流石のプロフィール
リスナーが自身のプロフィールを書いて送る。
流石の流行語大賞
単発コーナー。流石の源石内での流行語またはリスナーの個人的な流行語を募集し、投票する。
流石の連想ゲーム（非投稿系コーナー）
源石が街の人々と「10個の言葉を次々に言うので、その言葉から連想するものを即座に答え続ける」というゲームで対決。
流石の自慢
リスナーが自分のことを何でも良いから自慢する。第2部、5部の最終回の時のコーナー
流石の再生工場
ある物の再利用方法やリサイクル方法を投稿する実用的なコーナー。第5部末期に源通株式会社倒産後、行方不明になっていた源通が工場長として現れた。
さすビアの泉
流石の源石に関するトリビアを募集し、リスナーの「へぇ」の数で評価する。「へぇ」とだけ書いて送る人はほとんどいないため終了となる。
祝！復活
復活時のみのコーナー。番組復活を祝う投稿を紹介する。
珍名さん
「源石」「安蒜（あんびる）」等の珍しい苗字を募集する。しかし、全然投稿が無かったようで、即座に終了となった。
悩む詩人の会
ある特定のテーマに副うポエムを募集する。短歌・俳句・川柳・ただの作文は厳禁。
マイCM
自分自身の宣伝を行う。

## 過去に放送されたコーナー
あさだ。をプロデュース（旧夜のあさだ・非投稿系コーナー）
新人の浅田を外に出し、街頭インタビューに挑戦させる。毎回、源石からのダメ出しを喰らう。
バトル浅田
リスナーが自称アシスタントの浅田に対して文句を言い付けるコーナー。特にニュースを読む時に噛みまくっているところを指摘される。浅田に早口言葉の挑戦状を叩き付けるのもこのコーナー。
わかにゃんわかんにゃい
浅田がリスナーから出される問題を答える。オープニングのコーナーの1つ。
源石和輝の無料添削教室
単発コーナー。ネタが中々採用されないリスナーの投稿に対し、どこをどう直せば採用レベルになるか親切丁寧に教える。しかし、誤字脱字の指摘に終始してしまい、1回のみで終了。
流石の逆恋愛相談
源石がリスナーに恋の悩みを相談し、解決策を募集する。既婚者となった現在では実施しないであろう。
バトル浅田
リスナーが自称アシスタントの浅田に対して文句を言い付けるコーナー。特にニュースを読む時に噛みまくっているところを指摘される。浅田に早口言葉の挑戦状を叩き付けるのもこのコーナー。
バトル金城武
よいこの浅田
「よいこリスナー」を参考

## 放送時間の変遷
- 第1部
  - 1997年10月12日 - 11月30日
  - 日曜 24:00 - 24:30（5回）
- 第2部
  - 1998年1月3日 - 4月4日
  - 土曜 22:00 - 22:30（14回） - 2月7日より15分短縮の22:15開始。4月4日は22:00 - 22:30。
- 第3部
  - 1998年7月3日 - 9月18日
  - 金曜 24:30 - 25:00（12回）
- 第4部
  - 1998年10月6日 - 12月1日
  - 火曜 24:00 - 24:30（9回）
- 流石の源石スペシャル
  - 1998年11月15日
  - 日曜 19:00 - 19:50
- 第5部
  - 1998年12月17日 - 1999年4月1日
  - 木曜 24:30 - 25:00（15回）
- 流石の源石 第1回公開生放送
  - 1999年3月7日
  - 日曜 19:00 - 19:50
- 第6部
  - 2005年5月7日 - 2005年5月28日
  - 土曜 25:30 - 26:00（4回）
- 流石の源石 ネタ1本で勝負だ!!スペシャル
  - 2005年6月5日
  - 日曜 27:00 - 28:00
- 第7部
  - 2005年10月8日 - 2006年3月25日
  - 土曜 21:30 - 22:00（22回）
- 流石の源石 講演会スペシャル
  - 2006年7月30日
  - 日曜 16:00 - 16：30
- 第8部
  - 2006年10月7日 - 2007年3月24日（初回は野球中継のため中止、実際は2006年10月14日 - ）
  - 土曜 21:00 - 21:30
- 第9部
  - 2007年4月8日 - 10月28日
  - 日曜 21:30 - 22:00（ただし、野球中継が21:30を超えないことが条件）
- 第10部
  - 2007年11月3日 - 2008年3月22日
  - 土曜 20:30 - 20:56
- 第11部
  - 2008年4月6日 - 2009年3月29日
  - 日曜 21:30 - 22:00（ただし、野球中継が21:30を超えないことが条件）
- 第12部
  - 2009年4月4日 - 10月3日
  - 土曜 25:30 - 26:00
- 第13部
  - 2009年10月10日 - 2010年4月3日
  - 土曜 27:30 - 28:00

## テーマ曲

### オープニング
- 土曜日の夜何かが起きる（モダンチョキチョキズ）（第6部 - 第8部、第10部、第12部 - ）※土曜放送時
- 花曇りの日曜日（DREAMS COME TRUE）（第9部 第1回 - 第2回）
- 愚か者（モダンチョキチョキズ）（第9部 第3回 - 最終回、第11部）※日曜放送時

### エンディング
- AS A RIVAL（久石譲）

## 過去に出演したゲスト

### 流石のベスト3に出演したゲスト（「」内はベスト3のテーマ）

#### 第5部以前
- みうらじゅん「好きな崖」
- 酒井弘明（東海ラジオアナウンサー）「好きな空港」
- タンポポ （矢口真里「行きたい所」）（石黒彩「好きだった衣装」）
- S.D.B.B.（IKURA「好きな女のタイプ」）（TAKUYA）
- 椎名林檎「印税が入ったらやりたい事」
- 平野孝（当時名古屋グランパスエイト、現在横浜F・マリノス）「ワールドカップでこうしておけば良かったと思う事」

#### 第6部
- 萬Z(量産型)「枝豆の塩水」
- 鳥肌実「『鳥肌黙示録』始め自身のPR」

#### 第7部
- 黒柳能生（SOPHIA）「SOPHIAにまつわるエピソード」
- 尾崎亜美「訳も無くキュンとなるもの」
- 山崎武司（楽天イーグルス）「仙台で驚いた事」
- 村上和宏（東海ラジオアナウンサー）「嫌いなアニメ」

#### 第8部
- 山本正之「C級グルメ」
- 大川豊「悪の枢軸」
- 駿河太郎「ロンドンに行った時の出来事」
- 村上知子（森三中）「お嫁にいけない瞬間」
- GTP「GTPの爆笑（自己満足）」
- 犬飼俊久（元東海ラジオアナウンサー、現在は東放企業（関連会社・尾張温泉などを運営）の社長）「東京へ行ったら行きたいところ」
- 松原敬生（元東海ラジオアナウンサー）「長い人生、ドキドキしたベスト3」
- 山本正之「グルメ」
- 杉本幹（鳥羽水族館学芸員）「餌代がたくさんかかる生物」

#### 第9部
- SNAIL RAMP「人生の中での大きな出来事」
- 鈴木夫妻（源石がニュージーランド旅行中に会った養蜂家）「NZライフで驚いたこと」
- 杉ちゃん&鉄平「好きな鉄道車両」
- 山本正之「燃えよドラゴンズで好きなフレーズ」
- 山咲トオル「（出演しただけ）」

#### 第10部
- 久保田磨希「大奥で味わった美味なものベスト3」 - 当時、中日劇場で公演中だった『大奥』に出演していた。
- 山崎武司（楽天イーグルス）「仙台の牛タン店ベスト3」
- 宮地佑紀生「居酒屋みやち（毎晩11LDKの自宅に開店する、酒を呑みながら宮地嫁とネタ会議をする場所）」
- 筧利夫「好きなマイク」
- 内藤理恵子「好きな墓」
- Perfume「好きな水」

#### 投稿ネタで参加した有名人
- つば九郎 - 東京ヤクルトマスコット。パウエル投手の二重契約問題を皮肉ったオープニングコントネタを投稿、「オープニングコント その2」と題して2008年2月2日に放送された。内容は、契約したソフトバンクホークスの親会社・ソフトバンクの携帯電話で上戸彩が出演していたテレビCMをパロディ化したもの。

### ゲストではないものの、BB版を含めて不定期で出演する人物
- （通称）いのっち（東海ラジオ放送東京支社所属、番組初代ミキサー）
  - 現在は源石が声マネを行う程度であるが、時折投稿を出す。
- 犬飼俊久（元東海ラジオアナウンサー、東京支社長を経て常務取締役、東放企業（尾張温泉等を運営・東海ラジオの関連会社）の社長を歴任し、現在は実況中心のフリーアナウンサーとして活動している。
  - 第8部に流石のベスト3に出演して以降、投稿ネタを含めて番組中に名前を聴くことが増えた。なお、投稿ネタでは他の男性と繰り広げられるそっち系の内容が多い。（そっち系に見せかけて違う内容もある）
- （通称）さそっち（東海ラジオ本社営業部所属）
  - さすげん担当営業。
- 内藤洋子（エッセイスト、元中日ドラゴンズ外野手である平野謙の実姉、『源石和輝の土曜スタイル!』パーソナリティ）
  - 『土曜スタイル!』での繋がりからか、リスナー集会が土曜日に開催&BB版の収録と重なると出演することが多い。
- 森貴俊（東海ラジオ放送アナウンサー）
  - 番組内で「森フォロー」という名言を生み出した伝説となっているホストクラブからの放送以降、不定期ではあるが出演。一度だけ森と城山喜代次（元中京大学・中京大中京高サッカー部監督。東海ラジオサッカー解説者）が瑞穂陸上競技場で行っていた録音実況が行われていた名古屋グランパスの試合後の放送席に訪れて、放送席からのBB版を放送したこともあった。
- 吉村俊宏（東海ラジオ放送・スポーツディレクター）
  - 番組ミキサーのティンコと（険悪なムードではない）犬猿の仲であることから、BB版の収録中に居合わせると出演しティンコと言い合うことが多い。2008年4月29日更新のBB版で、ティンコの弱みを握っていることが発覚した。

## エピソード
別番組の放送時間振り替えで休止
第1部時代に当時、土曜日に放送されていた『石黒寛です。みんな元気か』が編成上の都合で日曜24:00に振り替えられたため休止した事があり、その際ゲストとして出演した。石黒寛とは『みの・ひだどらまん街道』で共演していた事と内容がリスナーからの悩みや相談に答えるという真剣な内容だったため後で一切文句を言わず、『みんな元気か』が打ち切りの際は「非常に惜しい」と語った。ただし、2005年11月19日に『mamiのRADIかるコミュニケーション』の公開録音『RADIコミスペシャル at ナガシマスパーランド』の放送のため休止になった際は、先週にそれをリスナーからのメールで知り、「自分の枠（日曜 22:00 - 22:30）でやれ！」と激怒した。
スポンサー希望
流石の源石にはスポンサーが付いていないのだが、第2部時代、スポンサーに名乗りを上げる旨の投稿が寄せられた。源石は最初相手にしていなかったが、そのリスナーの実家が自営業で、親が高級車に乗っている事が発覚した途端態度が急変。しかし、源石がスポンサーの条件として「源石が定年を迎えるまでスポンサーを継続する」という要求を突きつけるや否や音信不通となる。
全葉書読み&生電話
第2部最終回で、いつもより多く投稿が寄せられたため、冒頭で源石は30分間で全部読む（ただし、1人だけ没にする）と宣言。凄まじい早読みで葉書を消化したため、時間が余ってしまった。そこで急遽「文句のある奴は今すぐ電話して来い!!」と生電話を用意し、電話でのバトルを宣言。リスナーからの電話を片っ端から消化した。なお、生電話に夫婦でかけたリスナーがいた。なお、唯一の没となったリスナーは、生電話で発言をしているため、厳密には源石の目論見は外れることになった。このリスナーは後に永久追放処分を受けることになる。
出場停止処分・永久追放処分
源石が激怒するような行為、言動（例：盗作、指令や指示の不履行）を働いたリスナーに対しては一定期間（主に1週間から2週間、無期限など）出場停止処分を科すことがある。また、悪行の程度が甚だしい場合は永久追放となり、該当者からの投稿は一切受け付けず、該当者の名前すら禁句となる。過去に永久追放となったリスナーは2名（いずれも第3部にて）。理由は、切手の貼っていない葉書を大量に送りつけたため、および砂の入った封筒を「ホスト源石」宛に送りつけたため。
ペンネーム「源石和輝」
第3部でペンネームを「源石和輝」と名乗ったリスナーが現れ、源石の発言について「アナウンサーにあるまじき発言。もう少し精進しなさい」と厳しく批判した。しかし、逆に「オマエは一番リスナーにあるまじきペンネームを名乗っている。ちゃんと元の○○に戻しなさい!!」と反論され、常連リスナーであることが判明した。ちなみにこのリスナーは永久追放・出場停止等の処分は免れている。
「一輪の花」論争
第3部で、1人のメスリスナーから「この番組はむさ苦しい男が多い。私はこの番組の一輪の花となる！」という趣旨の投稿が寄せられた。これに対し、オスリスナーからは「俺はむさ苦しくない」、メスリスナーからは「一輪の花は私だ」と全リスナーから総攻撃を受ける羽目になった。お詫びに、このリスナーからお宝用にプリクラが送られたのだが、当時のミキサー・いのっちが彼女を気に入り、プリクラを1枚持って行ってしまう。その後、事ある毎にいのっちは彼女に猛アタックを仕掛けるのだが、ことごとく拒否される。
リスナー同士で付き合うも破局
第3部で、2人のリスナーから同時に同じ内容の投稿があった。これに対し源石は「感性が似ているので付き合ったらどうだ」と発言したのがきっかけで、本当に付き合い始める。しかし、第5部で彼女の方から別れを切り出され、破局する事になった。理由は、彼氏のほうが彼女よりアニメを大切にするから。
流石の逆レシート占い
第3部で、流石のレシート占いに投稿したリスナーが「罰を授けてやる」と逆指名され、源石が送ったレシートを元に源石について占い、80%的中させ「レシート占い師初段」に認定された。しかし、その後、このリスナーが逆指名されて源石や他のリスナーについて占うことはなかった。またこのリスナー以外に逆指名されてレシート占いを行ったリスナーもいない。なお、罰を与えられた理由は不正を働いたり源石を怒らせたと言うわけではない。
番組オリジナル曲
第5部で「番組で歌を作る」という企画が持ち上がり、源石はリスナーから歌詞、曲、バンドメンバーを募集した。しかし、ボーカル志望が2人しかいなかったため、急遽深谷里奈を3人目の候補としてデモソングを流したところ、予想以上に歌が上手く、投票により深谷がボーカルを担当することになった。バンド名は、源石の決め台詞「寝ろ」から取って「NERO」となった。第1回公開生放送にて、全体練習ほとんど無しのぶっつけ本番でレコーディングが行われた。曲のタイトルは「デブデブランデブー」。楽器はギターとキーボードのみ。ボーカルの深谷は、口内炎が出来ていたにも関わらず前日にカラオケで2時間練習したという。ちなみに、「デブデブランデブー」は10分以上のカセットテープかMDと切手を貼った返信用封筒をホスト源石への貢ぎ物とともに送れば入手できるらしい（第5部最終回時で告知）。第7部では、再び番組で歌を作ろうという企画が持ち上がった。タイトルは「若にゃんわかんにゃい」。2006年夏を目処にCD化を目指していたが自動的に先延ばしとり、浅田が退職してしまったためお蔵入りとなった。
万博スタジオで騒ぎ、周囲から強烈なダメ出し
2005年5月14日の放送は、愛・地球博の万博スタジオから生放送を行った。このスタジオにはエコー装置が無いため、人間エコー役としてトラオレ・イッサ、古池真由美が登場。深夜にも関わらず大騒ぎしていたため、隣の部屋の記者に怒られる羽目になる。そのため、この放送の直後に収録された流石の源石BBは一転、小声で進行した。
ホストパブから生放送
2005年5月21日の放送は、「リアルホスト源石」と題し名古屋・住吉の某ホストパブ内で店のホストや社長、後輩の森貴俊とともに生放送を行った。店内のバカ騒ぎで源石のトークがかき消されたり、投稿が途中で流されたりしたため、リスナーや局内から非難が殺到した。第7部開始の際、条件として「ホストパブから放送しない事」が科された。なお、この放送で森の名言「あの、森フォローですけど」が生まれた。そして森はバラエティ番組出演童貞を喪失することとなった。
30分間国際電話で出演
2005年11月12日の放送では、源石はツアーの仕事でオーストラリア・ケアンズへ行っている最中だった。そのため、ホテルから国際電話をスタジオに繋いで番組を進行させた。電話料金はもちろん自腹である。
村上の「嫌いなアニメベスト3」
2005年12月24日の放送では、村上和宏が出演し、「嫌いなアニメベスト3」を語った。第3位は『あしたのジョー』。理由は「暗いから」。第2位と第1位は放送で喋るのはまずいということで筆談にした。リスナーに第2位・第1位を当ててもらい、正解者には正解の書いてある村上の直筆メモが送られることになった。しかし、結局全員不正解であったため、抽選で1名に直筆メモが送られた。
浅田の手作り菓子プレゼント
2006年2月4日の放送では、バレンタインデーが近いということで浅田の手作りチョコをリスナー1人にプレゼントするという企画が持ち上がった。条件は、浅田への想いを原稿用紙1枚に綴って流石の作文教室に送るというもの。しかし、レギュレーションを通過したものが4通しかなかったため、4人全員にプレゼントすることになった。また、衛生面を考えチョコではなくアップルパイを作ることになった。2006年2月21日配信のBB版では、リスナーの1人が出演して浅田から直接アップルパイを受け取る様子が配信された。
浅田信任投票
2006年3月11日の放送で、浅田が今後も必要かどうかをリスナーの投票で決めることになった。2006年3月25日（第7部最終回）の放送で集計結果が発表され、信任32票、不信任7票となった。これにより、浅田は第8部はともかくBB版では続投ということになった。
源石ついに「ミキサー」も兼任
2007年2月17日の放送で、エコー出しのみだがミキサーも兼任した。なお、兼任した理由は、源石がパーソナリティを務める『高校ラジオクラブ』で、出演した高校生が使用していた手元でエコーを調節できる機械（かつて東海ラジオのSFマークのシールが貼られていた）を使用していた流れから。この模様は、2月27日付けのBB版でも紹介された。なお、ミスが多かったらしく、BB版ではミキサーのティンコに対し土下座するシーンから始まっている。
無理な構成を考えコーナーを吹っ飛ばす
2007年3月10日は無理な構成をしたため、時間がなくなり、コーナーを2. 3個飛ばして早口で番組を進めた事があった。その後、3月20日付けのBB版でですます口調で話すなど反省している様子が配信されていたが、その際に浅田がいつもの源石のようなポジションだったため、浅田が源石にこの件について質問していたが、途中から源石がこのことに気づき、結局はいつものとおりにこの回のBB版は終わった。
改編期乗り越え、第9部放送へ
2007年3月24日の放送を最後に、再びBB版のみの放送かと思われたが、番組のエンディングで改編期を乗り越え第9部を4月8日（日曜日）21:30からの放送が決定した。なお、野球中継の放送時間が1分でも21:30を過ぎたら、放送休止の条件付き。放送時間短縮に対応できない番組構成のためと思われる。これまでに野球中継の延長が原因で放送を休止したのは2007年4月22日、5月13日、6月10日、7月15日、8月5日、8月12日、8月19日、8月26日、9月2日、9月9日の計10回。なお、7月29日も休止しているが、源石が参議院選挙の取材に出向いたためである。第9部を放送できたは良いが、第9部最終回の10月28日は日本シリーズが延長したため放送できなかった。
メスリスナー集会 開催
2007年4月28日に、東海ラジオ本社西側の栄公園噴水前でリスナー集会を勝手に開催。ただし、参加できるのは女性、つまりメスのみである。これは過去のリスナー集会ではオスが多くメスの参加者が少ない状況だったことから、さすげんを聞いているであろう少数派のメスに気軽に参加してもらおうと決定したもので、実際に参加したのは計7名。しかし「オスは来るな！」と注意があったにも関わらず、1名のオスが紛れ込んでいた（紛れ込んだオスリスナーは結局、本社スタジオ内のビデオ撮影係として参加を許可された）。さらに通行人のフリをして集会の様子を見ていたオスもいたことが後日のメールで分かった。なお、メスリスナー限定集会に参加したオスリスナー1名は、後日番組内でこのことが発覚し、多くのリスナーから参加したオスリスナーはもちろん、参加許可を出した原因があるとして源石も一部リスナーから批判を受けた。なおこのオスリスナーはその後番組に反省文を提出した。
台湾より流石の源石を電話中継
流石の台湾旅行の際の日曜日は台北から電話出演をし、30分放送した。なお、国際電話を使用した番組出演は2005年11月12日のオーストラリア・ケアンズ以来2回目となった。ケアンズから出演したときも国際電話料金は自腹だったので、今回も自腹だったと思われる。
流石の源石・全国版、東海ラジオで初めて放送される
2007年12月27日放送（第10部）に放送された流石の源石 年末中抜けスペシャルの9時30分から放送されたパートで、番組サイトの年表を見たリスナーから「全国版とはどのようなものですか?」というメッセージにより実現された。放送では当時の音源を放送する合間合間に源石が当時のエピソードなどを語っていた。なお、実際に全国版が放送されたのは1998年3月27日であり、東海ラジオでは編成の都合から放送されなかった。（どの局で放送されたかは不明）
関連商品が出る
2008年7月6日よりスポンサーについた丸源ラーメンから期間限定で出た「灼熱のカレーつけ麺 さす源ブラック」が出る。その関係で、源石は丸源でアルバイトをした。
流石の源石10周年記念 源鉄SP
2008年10月14日鉄道の日に久しぶりのスポンサー・丸源ラーメン提供で当日に収録された特別企画を一部放送した。源石が鉄道ファンであることと、番組10周年記念企画として実施された。内容は近鉄電車の4両編成1車両を貸し切った特別列車「源鉄」が登場して近鉄名古屋駅を出発、同番組から事前に募集した参加希望者をはじめ約100人が乗車し、近鉄富吉駅まで走行した。このことについては、新聞で紹介された。
韓国より放送
2008年11月9日源石はツアーの仕事で韓国・釜山の宿泊先のホテルから国際電話にて放送。しかし、半分は事前に録音していた「流石のベスト3 〜ゲスト編〜」を2本流す。
酒に酔いながら放送、スタジオを飛び出しそうになる
2008年12月14日は合コン（妻R承認済）を途中で抜け出しての放送。しかし、酒に酔った状態だったのでミスが多かった。終盤には投稿に対して半ばキレ気味に読んだり、挙句の果てには席を離れミキサーのティンコにマジギレする始末。ただし、ブースより外に出ることはなかったため、放送事故につながることはなかった。なお、源石は過去に「さか松ゲン」において酒を飲んでいないが、本番中にブチギレしてスタジオを飛び出す失態を起こしている（詳細はさか松ゲンを参照）。
第一回 流検が行われる
2009年3月29日は、トヨタ名古屋自動車大学校にて『第1回　流石の源石検定（通称：流検）』を行われる。この日はオープンキャンパスに来ていた人も含め、延べ79人が受験した。200点満点中160点以上で『1級』と認められるのだが、160点以上を獲得した物は誰一人現れず、特例として成績第一位の受験者のみ『1級』と認められた。なお、流検の一部始終は、受験後に番組で放送されたが、この日は第11部の最終回でもあったため、コーナーの一つである『流石の生電話』が久々に敢行された。
流石の裁判員裁判 開廷
2009年10月3日の第12部最終回にて『流石の裁判員裁判』が開廷される。前週に『バトルリスナー』祭りが行われたのにも関わらず、これを提案した当事者が番組を聴いておらず、別のリスナーが判決を下した（最終的な判決は裁判長の源石が下す）。その結果、対象となったリスナーに下された判決は『強制永久出場』で、如何なる時であれ投稿し続けろというものであった。他に2回開廷されたが、2010年1月31日開廷の第3回では初めて裁判自体を無効とする判決が下った。
神戸より放送 放送トラブル発生
2010年1月16日深夜の放送で、神戸に出張に出ていたため、海外の時と同様に現地から電話で生放送を進行。しかし、開始後18分頃から放送ができないトラブルに見舞われる。原因は源石が放送で利用した携帯電話の電池が切れてしまったため。ただし、本社スタジオで電話を受けていたミキサーのティンコがエンディングテーマで繋ぐ適切な判断で無音状態は回避。約1分半で再度放送できる態勢に戻った。